# Bravo Pravo
Bravo Pravo è il quarto album in studio di Patty Pravo.

## Descrizione
L'album venne registrato alla fine del 1970 e pubblicato nel 1971 dalla casa discografica Rca Italiana.
Il 31 dicembre 1970 Patty Pravo realizza in Francia uno special per capodanno intitolato Bravo Pravo, durante il quale vennero proposti pezzi già editi e del materiale nuovo.
La RCA Italiana, utilizzò parte di questo materiale per realizzare un lp, stampato alla fine del contratto che legava l'artista all'etichetta romana.
L'intenzione della RCA Italiana è anche di sfruttare l'onda lunga del successo dei due ultimi singoli: Tutt'al più e Non andare via che aprono le due facciate dell'lp.
La grafica di copertina, realizzata apribile in due parti e stampata su cartoncino leggero, utilizza foto di scena dallo spettacolo francese, mentre la scaletta dei pezzi ricalca solo parzialmente quelli presentati nel video. Nella ristampa in CD solo alcune di queste foto sono state riprodotte.
Lo strumentale Metti una sera a cena, nell'arrangiamento di Paolo Ormi, vocalizzato da Nora Orlandi, venne utilizzato, nel corso dello spettacolo TV, come sottofondo ad un balletto della Pravo che non prese parte minimamente all'incisione del pezzo. Sul vinile originale i crediti segnalano questa situazione che però non è stata riportata nella ristampa in digitale dell'album. Il pezzo non venne incluso nell'edizione francese dell'lp.
Le cover Parlez-moi, dall'omonimo pezzo di Robert Charlebois, Chi ti darà, cover di I'm gonna cry till my tears run dry di Irma Thompson;  Torna insieme a lei , cover di Once there was love di José Feliciano. Entrambi i brani non facevano parte dello special di capodanno e sono delle incisioni del 1970 recuperate per questo disco. Furono entrambe incise dalla cantante anche in lingua inglese. Anche il brano Une ombre, versione francese di Un'ombra, registrato nello stesso periodo anche da Mina, doveva far parte dei brani per lo speciale francese, ma fu escluso all'ultimo e tuttora inedito.
Dell'lp esistono più ristampe, identificabili tramite la data apposta vicino al nome della tipografia. L'ultima è dell'aprile 1971. Tutte mantengono la veste grafica originale.

## Tracce

### Lato A
1. Tutt'al più – 4:28 (testo: Franco Migliacci – musica: Piero Pintucci; edizioni musicali Amici del Disco)
2. Torna insieme a lei – 3:27 (testo: Sergio Bardotti – musica: José Feliciano, Rick Jarrard; edizioni musicali RCA)
3. Cry me a river – 2:40 (Arthur Hamilton; edizioni musicali Messaggerie Musicali)
4. Un poco di pioggia – 3:27 (Shel Shapiro; edizioni musicali Amici del Disco)
5. Chissà come finirò – 3:40 (Shel Shapiro; edizioni musicali Amici del Disco)
6. Le poete – 2:50 (testo: Jean Schmitt – musica: Bruno Lauzi; edizioni musicali Ariston)

### Lato B
1. Non andare via – 4:46 (testo: Gino Paoli – musica: Jacques Brel; edizioni musicali Esedra)
2. Metti una sera a cena (cantata da Nora Orlandi – 3:29 (musica: E. Morricone; edizioni musicali Bixio)
3. You Make Me Love You – 3:04 (testo: Joseph McCarthy – musica: Jimmy Monaco)
4. Chi ti darà – 2:51 (testo: Sergio Bardotti – musica: Doc Pomus, Mort Shuman, Scott Fagan; edizioni musicali RCA)
5. The Long And Winding Road – 3:12 (John Lennon, Paul McCartney; edizioni musicali Radio Record Ricordi)
6. Parlez moi – 2:51 (Robert Charlebois; edizioni musicali RCA)

## Musicisti
- Paolo Ormi e la sua orchestra: registrazione di tutti i brani ad eccezione di Tutt'al più
- Ruggero Cini: Registrazione dei brani Tutt'al più e Non andare via

## Classifica
Bravo Pravo entrerà in top 50, raggiungendo la 12ª posizione e risultando il 54º album più venduto del 1971.